# Quercus intricata
Espèce
Statut de conservation UICN

LC : Préoccupation mineure
Quercus intricata , aussi appelé chêne nain, chêne complexe ou chêne de broussailles Coahuila, est une espèce végétale originaire du nord du Mexique et de l'ouest du Texas.

## Distribution
Il est commun dans les montagnes du désert de Chihuahua, dans les états de Coahuila, Nuevo León, Durango et Zacatecas . Aux États-Unis, il n'a été signalé que sur deux sites : l'un dans les montagnes Chisos à l' intérieur du parc national de Big Bend et l'autre près de Eagle Peak à 15 milles au sud-ouest de Van Horn.
L'espèce préfère les chaparrals ouverts et les bois, souvent sur les pentes,. 

## Description
Quercus intricata est un arbuste à feuilles persistantes qui se reproduit végétativement, produisant de grandes colonies .
Les feuilles sont épaisses, coriaces, généralement ondulées, oblongues à ovales, jusqu'à 25 mm (1 pouce) de long. Le dessus de la feuille est vert avec des touffes éparses de petits poils bouclés; le dessous apparaît blanc ou brun à cause d'une épaisse couche de poils bouclés,,,. 

## Liste de références
1. ↑  Steven G. Whisenant, « Common Rangeland Plants of West Central Texas by George Clendenin, USDA–Natural Resources Conservation Service », Great Plains Research, vol. 28, no 2,‎ 2018, p. 219–219 (ISSN 2334-2463, DOI 10.1353/gpr.2018.0043, lire en ligne, consulté le 17 janvier 2022)
2. 1 2 3  Nancy R. Morin, « New Publication: Flora of North America North of Mexico, Volume 28: Bryophyta, Part 2.NEW PUBLICATION: Flora of North America north of Mexico, Volume 28: Bryophyta, Part 2. Flora of North America Editorial Committee, pp. US $95  (ISBN 9780190202750). Oxford University Press, www.oup.com. August 2014. », Evansia, vol. 31, no 3,‎ septembre 2014, p. 112–112 (ISSN 0747-9859, DOI 10.1639/079.031.0307, lire en ligne, consulté le 17 janvier 2022)
3. ↑  (en) « Quercus intricata »
4. ↑  David Griffiths, « The Grama Grasses: Bouteloua and related genera », dans Contributions from the United States National Herbarium, Government Printing Office, 1912 (lire en ligne), ii–viii
5. ↑  Tom S. Cooperrider, « Texas Plants Manual of the Vascular Plants of Texas D. S. Correll M. C. Johnston », BioScience, vol. 21, no 12,‎ 15 juin 1971, p. 589–589 (ISSN 0006-3568 et 1525-3244, DOI 10.2307/1295719, lire en ligne, consulté le 17 janvier 2022)
6. ↑  (en) « Quercus intricata »